# Dovhe, Tîsmenîțea
Dovhe (în ucraineană Довге) este o comună în raionul Tîsmenîțea, regiunea Ivano-Frankivsk, Ucraina, formată numai din satul de reședință.

## Demografie
Componența lingvistică a comunei Dovhe
     Ucraineană (100%)
Conform recensământului din 2001, toată populația comunei Dovhe era vorbitoare de ucraineană (100%).